# Нарышкин, Александр Львович (1760)
Алекса́ндр Льво́вич Нары́шкин (14 (25) апреля 1760 — 21 января (2 февраля) 1826, Париж) — острослов и царедворец из рода Нарышкиных. Обер-гофмаршал (1798), обер-камергер (1801), директор Императорских театров (1799—1819).

## Биография
Родился 14 (25) апреля 1760 года в семье Льва Александровича Нарышкина и Марины Осиповны Закревской, племянницы Кирилла Григорьевича Разумовского.
По окончании домашнего воспитания долго путешествовал за границей. Затем поступил в молодом возрасте в лейб-гвардии Измайловский полк, где дослужился до чина капитан-поручика.
В 1778 году пожалован в камер-юнкера и в дальнейшем строил свою карьеру при дворе. Сопровождал Екатерину II при её поездке в Могилёв.
В 1785 году произведён в камергеры. В конце царствования Екатерины II завёл дружбу с наследником престола Павлом Петровичем, чем вызвал неудовольствие императрицы.
После вступления на престол Павла I в 1797 году награждён орденом Св. Анны I степени, в 1798 году награждён орденом Св. Александра Невского и пожалован в обер-гофмаршалы.
В 1799 году назначен директором Императорских театров и награждён орденами Св. Андрея Первозванного и Св. Иоанна Иерусалимского. Время нахождения Нарышкина в должности директора Императорских театров — одна из наиболее ярких страниц в истории русского театра, что, впрочем, не сколько заслуга А. Л. Нарышкина как администратора, сколько показатель общего внимания тогдашнего русского общества к театральному искусству.
В 1812 году он вошёл в состав особого комитета, отвечавшего за управление всеми петербургскими и московскими театрами. В 1815 году сопровождал императрицу Елизавету Алексеевну при поездке на Венский конгресс.
После этого проживал долгое время за границей и в 1818 году во Флоренции назначен канцлером российских орденов и награждён бриллиантовыми знаками к ордену Андрея Первозванного, которые поспешил заложить в ломбарде.
В 1819 году ушёл с поста директора Императорских театров. Состоял почётным членом Императорской Академии художеств и был Петербургским губернским предводителем дворянства.
В 1820 году вновь уехал за границу и остаток жизни прожил в Париже, где скончался от водянки 21 января (2 февраля) 1826 года. На смертном одре, как уверяют, воскликнул: «Вот первый долг, который я плачу природе». Похоронен при церкви Св. Духа в Александро-Невской лавре рядом с женой.

## Личные качества

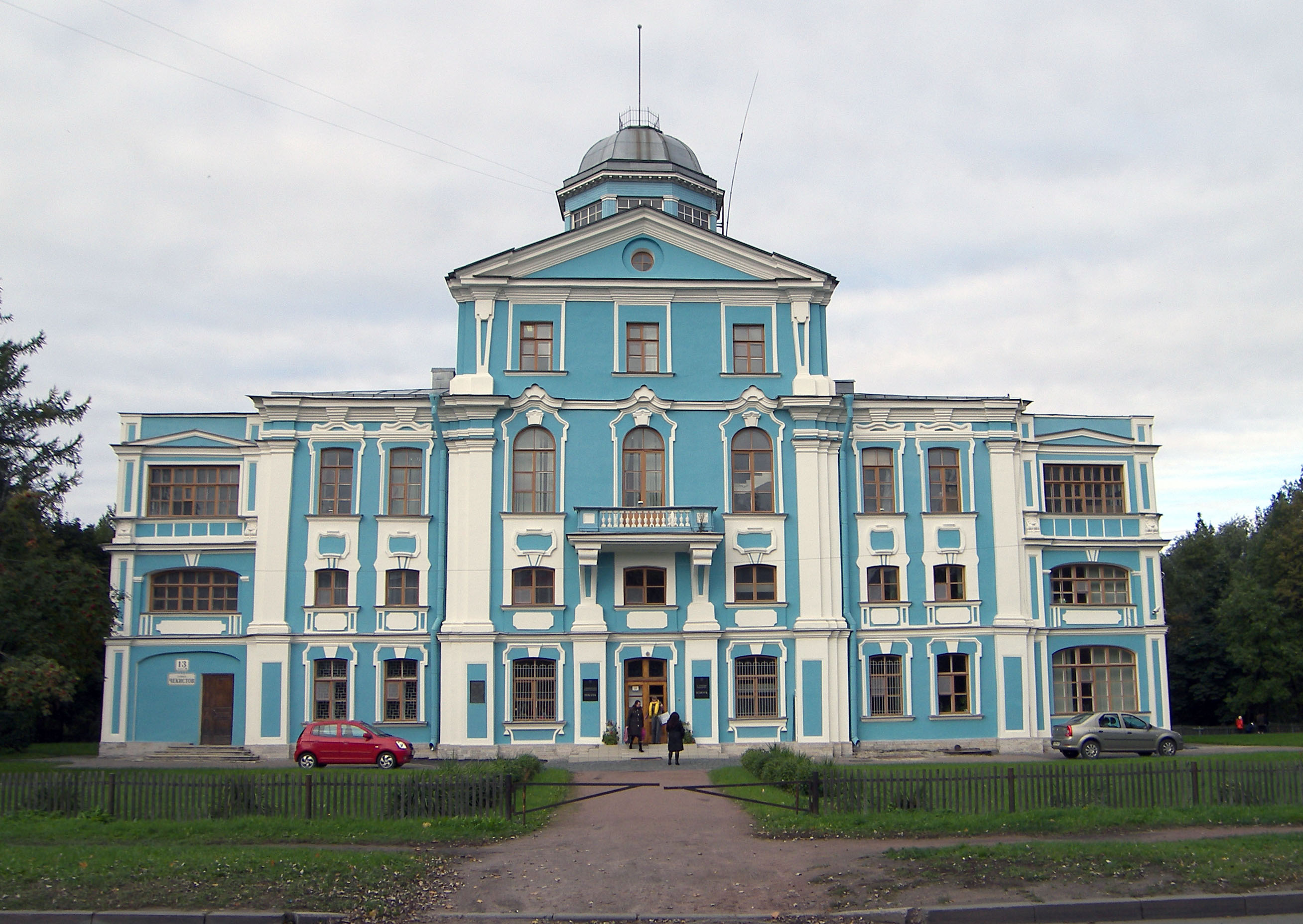
Мыза Бельвю

Несмотря на притеснения кредиторов, жил в своё удовольствие и давал блестящие праздники, благодаря чему запомнился как незлобивый человек, пользовавшийся общим расположением.
Вслед за несколькими поколениями Нарышкиных Александр Львович слыл бонвиваном и эпикурейцем. На приморской мызе Бельвю он принимал всё петербургское общество, включая Александра I, который называл Нарышкина кузеном. В книге «Десять лет изгнания», описывая концерты роговой музыки на даче Нарышкина, мадам де Сталь характеризовала хозяина как «человека любезного, обходительного и учтивого», однако склонного искать развлечения не в книгах, а в шумной компании: в окружении 20 человек он воображает себя в «философическом уединении». Жихарев в своих «Записках» называет его «первым гастрономом нашего времени», добавляя, что угощают у него по-барски. Влечение к развлечениям соединялось в Нарышкине с крайней расточительностью. Несмотря на своё богатство, он вечно был без денег и обременён долгами.
Унаследовал от отца способность к непринуждённой игре слов и колким замечаниям (по свидетельству современника, «острые слова сами вырывались из уст его, без напряжения ума»). Каламбуры, приписываемые Нарышкину, могли бы составить целый сборник острословия. Он острил даже тогда, когда другим было не до смеха: например, во время пожара Большого театра в 1811 году.
Однажды Нарышкин получил в подарок от императора Александра I большую книгу с богато украшенной обложкой. Раскрыв её, он обнаружил вместо книжных листов искусно вплетенные ассигнации — всего на сумму 100 тысяч рублей, бешеные по тем временам деньги. Нарышкин передал дарителю глубочайшую признательность, однако прибавил к ней фразу: «Сочинение очень интересное и желательно получить продолжение». Легенда гласит, что государь исполнил пожелание и прислал ему ещё одну такую же «книгу». В ней тоже было ассигнаций на 100 тысяч рублей, но при этом велено было известить, что «издание закончено».

## Награды
- Орден Святой Анны 1-й степени (5 апреля 1797)[5]
- Орден Святого Александра Невского (14 октября 1798)[5]
- Орден Святого Иоанна Иерусалимского большой крест  (3 апреля 1799)[5]
- Орден Святого Андрея Первозванного (5 мая 1799)[5]
- Орден Чёрного орла (1809, королевство Пруссия)[5][6]
- Орден Красного орла (1809, королевство Пруссия)[5]
- Орден Святого Лазаря (Королевство Франция)[5]
- Орден Верности большой крест (Великое герцогство Баден)[5]
- Орден Церингенского льва большой крест (Великое герцогство Баден)[5]

## Семья
От брака с Марией Алексеевной Сенявиной, дочерью адмирала А. Н. Сенявина, имел детей:
- Лев (1785—1846), генерал-лейтенант, участник войны 1812 года, одесский знакомый А. С. Пушкина; женат на графине Ольге Потоцкой (1802—1861).
- Елена (1785—1855), в первом браке с 1800 года за А. А. Суворовым-Рымникским; во втором — за князем В. С. Голицыным (1792—1856).
- Кирилл (1786—1838), обер-гофмейстер, действительный тайный советник. Был женат на княжне М. Я. Лобановой-Ростовской (1789—1854)
- Мария (ум. 08.05.1800), умерла в детстве.

Нарышкины на портретах Жана Лорана Монье
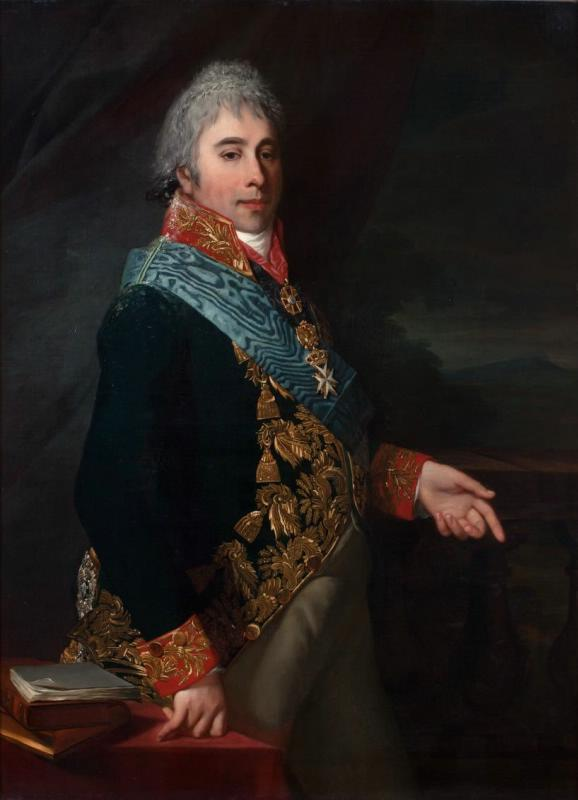
Александр Львович Нарышкин
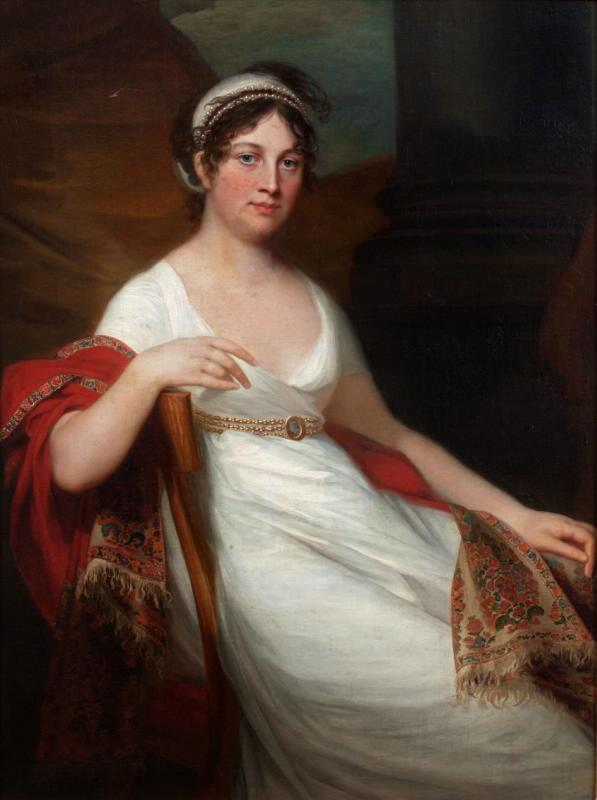
Мария Алексеевна Нарышкина
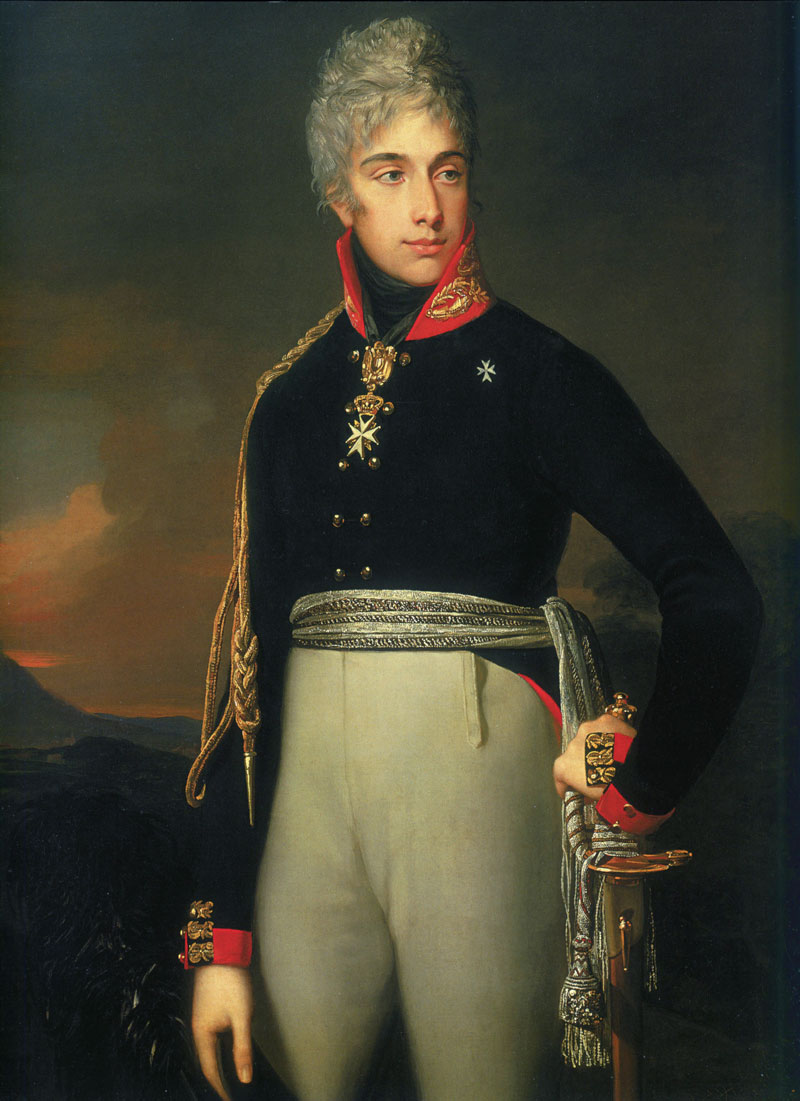
Лев Александрович Нарышкин
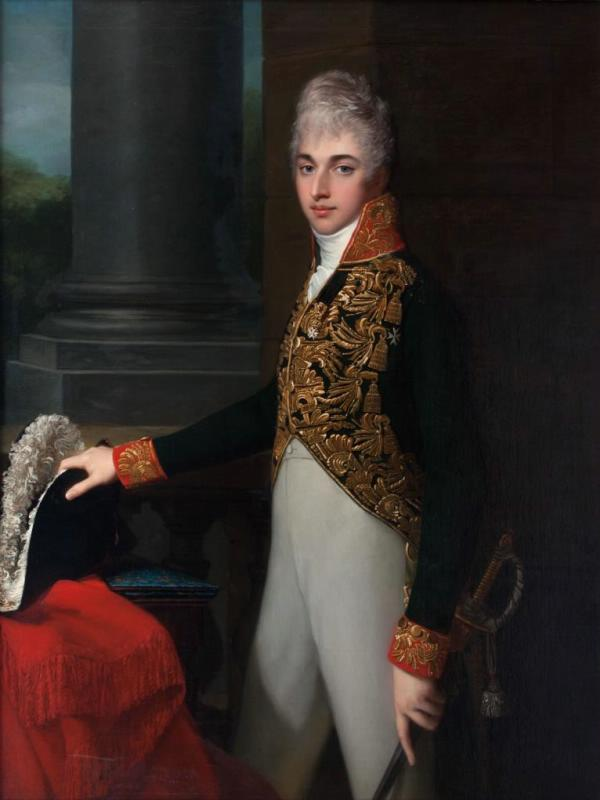
Кирилл Александрович Нарышкин